# Нижние Сиры
Нижние Сиры (хак. Индіркі Сыр) — село в Таштыпском районе Хакасии.
Расположено в 12 км к юго-западу от райцентра — села Таштып — на реке Таштып. Расстояние до ближайшей ж.-д. станции — 55 км.
Население — 418 человек (на 01.01.2004), в том числе русские, хакасы, чуваши, мордва, шорцы.
Село основано в XIX веке. В Нижних Сирах находится средняя общеобразовательная школа. В 1975 открыта стела землякам, погибшим в годы ВОВ.

## Население
| 2002 | 2010 |
| ---- | ---- |
| 404  | ↗412 |